# 23732 Choiseungjae
23732 Choiseungjae là một tiểu hành tinh vành đai chính với chu kỳ quỹ đạo là 1288.5373330 ngày (3.53 năm).
Nó được phát hiện ngày 21 tháng 4 năm 1998.